# LazyTown Extra
LazyTown Extra – telewizyjny serial dla dzieci, spin-off serialu Leniuchowo. Jest przeznaczony dla trochę mniejszych dzieci. Produkowany w Wielkiej Brytanii i wyświetlany premierowo od 2008 roku na kanale BBC CBeebies. Nie jest jeszcze emitowany w Polsce.
Leniuchowo Extra wykorzystuje te same postacie i piosenki co zwykłe Leniuchowo z gościnnym udziałem dzieci, z którymi przeprowadzane są wywiady. Każdy z około 15-minutowych odcinków koncentruje się na jednym temacie związanym ze sportem, ruchem i aktywnym trybem życia. 
Każdy odcinek rozpoczyna się czołówką pod tytułem All Around The World. Po niej Sportacus losuje wśród kart jedną, na której zilustrowana jest tematyka danego odcinka. Potem Ziggy wita się z widzami. W czasie odcinka pojawiają się różne wątki, np.:
- Ziggy obserwuje ćwiczące dzieci i przeprowadza z nimi wywiady,
- Stephanie w różowym domu uczy widzów tańczyć do wybranej piosenki,
- w telewizji Leniuchowa burmistrz z Bessie przedstawiają wiadomości,
- perypetie burmistrza i Stingy'ego,
- perypetie Stephanie i Trixie,
- Sportacus uczy dzieci na sali gimnastycznej jakichś sztuczek,
- Pixel wysyła swoją kamerę do Sportacusa i rozmawia z nim,
- perypetie Robbiego w jego mieszkaniu.